# Бергиус, Йоханн
Йоханн Бергиус (также Иоганн Бергиус), (род. 24 февраля 1587 года, Шецин; — 19 декабря 1658 года, Берлин) был реформатским богословом.

## Биография
После ранней смерти отца Конрада Бергиуса (1544–1592) матери Бергиуса пришлось позаботиться о его образовании. К 15 годам он приобрел такие знания, что смог обучать своего брата Конрада Бергиуса Младшего. В то время его отправили в среднюю школу в Нойхаузене недалеко от Вормса, а затем в Коллегио Казимириано в Гейдельберге. В 1601 году он начал обучение в Виттенбергском университете, но вскоре перешёл в Гейдельбергский университет, который особенно занимался реформатским богословием, где в 1604 году получил степень бакалавра философии. В 1605 году он отправился в Страсбург. После пребывания в Данциге (ныне Гданьск) в 1606 году у Варфоломея Кеккермана он отправился в учебную поездку в Англию, где в 1609 году получил степень магистра философии в Кембриджском университете. Оттуда он отправился в Париж в качестве наставника у двух дворян, затем перешел в Лейденский университет и изучал там теологию. Однако, поскольку в Голландии разразились богословские споры, он вернулся на родину и в 1612 году поступил во Франкфуртский университет (Одер), где надеялся получить профессорское звание.
Бергиус принадлежал к лютеранской вере по рождению, но подвергся влиянию и обучению реформатскому богословию благодаря своим исследованиям и путешествиям и был назначен профессором реформатского богословия во Франкфуртском университете (Одер) в 1615 году. В 1618 году он женился на Доротее Фюссель, дочери берлинского придворного проповедника Мартина Фюсселя. После того как он служил ректором университета в 1619 году, в 1620 году курфюрст Георг Вильгельм Бранденбургский назначил его придворным проповедником в Кенигсберге. Это было оскорблением лютеранского духовенства, которое отказалось позволить Бергиусу занимать свой пост. В результате в 1623 году ему была предоставлена кафедральная и придворная проповедническая должность в Берлине, поскольку Берлинский собор, как придворная церковь, по своему исповеданию подчинялся непосредственно монарху. В том же году у него родился сын Георг Конрад, который также стал профессором во Франкфурте-на-Одере и придворным проповедником в Берлине. В 1637 году, после смерти первой жены, Бергиус женился на Урсуле Матиас, дочери тайного советника и вице-канцлера Даниэля Матиаса. В том же году он был назначен советником консистории. В 1644 году родился второй сын Иоганнес, которому предстояло стать придворным проповедником в Кенигсберге. Его дочь Катарина Гертруда, родившаяся в 1648 году, вышла замуж за бургомистра Берлина Левина Шардиуса. Бергиус дважды отказывался от назначения на пост генерального суперинтенданта Бранденбурга, но был доверенным советником курфюрста Фридриха Вильгельма, чьим религиозным учителем он был.
Будучи учеником ирландца Давида Пареуса, Бергиус считал реформатов и лютеран едиными по важным вопросам и выступал за союз двух церквей в Бранденбурге. Поскольку он отверг учение о двойном предопределении в его кальвинистской форме, неприемлемое для лютеран, он не принял участия в Дордрехтском Синоде. Спасение отдельного человека определяется не пренатальным определением Бога, а «универсальной значимостью смерти и заслуг Христа» («universalitas mortis et Meriti Christi»). В 1631 году он добился религиозной дискуссии с саксонскими лютеранами в Лейпциге, но в конечном итоге она оказалась столь же неудачной, как и религиозная дискуссия в Торне в 1645 году, в которой Бергиус также принимал участие в качестве делегата от Бранденбурга.

## Сочинения
- Analysis controversiae de persona Christi. Франкфурт 1619
- Diatribe de primo homine. Франкфурт 1619
- Collegium Theologicum. Франкфурт 1615
- Tractatus de quaestione: an Evangelicae per Gemanicam Ecclesiae in fundamento fidei dissentiant. Франкфурт 1617
- Tractatus de S. Coena. Вессель 1646
- Regula Apostolica de formandis in religione judiciis. Эльбинген 1641
- Apolegia adversus Johannes Behmium. Берлин 1618
- Decas Disputtatio Theologicum. Франкфурт 1621